# 韁三角
韁三角（Habenula trigone）是一個小的凹陷三角區域，位於上丘的前/上側。其中包含韁核。

## 解剖學
韁三角位於視丘帶後部的外側。